# Пісочник рудоволий
Пісочник рудоволий (Charadrius bicinctus) — вид сивкоподібних птахів родини сивкових (Charadriidae).

## Поширення
Гніздиться в Новій Зеландії, зокрема на острові Стюарт, на островах Чатем, на Адамс і Ендербі на Оклендських островах. Популяція, що розмножується на Оклендських островах, належить до підвиду C. b. exilis. Це частково перелітні птахи, які мігрують на зиму на північ Новою Зеландії, у східну та південну частини Австралії, Тасманію, острів Норфолк і острів Лорд-Гав.

## Опис
Довжина тіла 18–21 см; маса тіла у птахів номінативного підвиду 47–76 г, у представників A. b. exilis 78–89 г; розмах крил: 37–42 см. Дорослі птахи в шлюбному оперенні білі з темно-сіро-коричневою спиною та виразними коричневими грудьми та тонкою чорною смугою під шиєю, між очима та дзьобом. Молоді птахи не мають смуг і часто мають коричневі плями зверху та мають менше білих ділянок.